# Vattenpolo vid olympiska sommarspelen 1988
Vattenpoloturneringen vid Olympiska sommarspelen 1988 avgjordes i Seoul.

## Medaljsummering
| Gren                          | Guld | Silver | Brons |
| Herrarnas vattenpoloturnering | Jugoslavien Dragan Andrić Mislav Bezmalinović Perica Bukić Veselin Đuho Igor Gočanin Deni Lušić Igor Milanović Tomislav Paškvalin Renco Posinković Goran Rađenović Dubravko Šimenc Aleksandar Šoštar Mirko Vičević Huvudtränare: Ratko Rudić | USA James Bergeson Greg Boyer Jeffrey Campbell Jody Campbell Peter Campbell Christopher Duplanty Michael Evans Douglas Kimbell Craig Klass Alan Mouchawar Kevin Robertson Terry Schroeder Craig Wilson Huvudtränare: Bill Barnett | Sovjetunionen Dmitrij Apanasenko Viktor Berendjuga Michail Giorgadze Jevgenij Grisjin Michail Ivanov Aleksandr Kolotov Sergej Kotenko Sergej Markotj Nurlan Mendygalijev Giorgi Msjvenieradze Sergej Naumov Jevgenij Sjaronov Mykola Smyrnov Huvudtränare: Aleksandr Kabanov |

## Placeringar
| \| Pl. \| Lag \| \| --- \| ------------- \| \| \| Jugoslavien \| \| \| USA \| \| \| Sovjetunionen \| \| 4. \| Västtyskland \| \| 5. \| Ungern \| \| 6. \| Spanien \| \| 7. \| Italien \| \| 8. \| Australien \| \| 9. \| Grekland \| \| 10. \| Frankrike \| \| 11. \| Kina \| \| 12. \| Sydkorea \| |               |
| Pl. | Lag           |
| | Jugoslavien   |
| | USA           |
| | Sovjetunionen |
| 4. | Västtyskland  |
| 5. | Ungern        |
| 6. | Spanien       |
| 7. | Italien       |
| 8. | Australien    |
| 9. | Grekland      |
| 10. | Frankrike     |
| 11. | Kina          |
| 12. | Sydkorea      |